# Lumina
Lumina is een Roemeense gemeente in het district Constanța.
Lumina telt 8701 inwoners. In de gemeente Lumina ligt het dorp Oituz, een plaatsje dat werd gesticht door Hongaren afkomstig uit de provincie Bacău. Dit dorp geldt tegenwoordig als meest zuidoostelijke Hongaarse dorp.